# Белезникав лъжесалеп
Белезникавият лъжесалеп (Pseudorchis albida) е многогодишно грудково тревисто растение от род Лъжесалепи (Pseudorchis). Наред с белезникавия лъжесалеп, единственият друг вид в рода е Фривалдиевият лъжесалеп (Pseudorchis frivaldii).

## Описание
Стъблото достига на височина до 10 – 30 cm. Цветовете са бели или бледозелени, състоящи се от шест околоцветни листчета, едно от които образува триделна устна. Периодът на цъфтеж в България е от май до август.
Според проучване на популацията от белезникав лъжесалеп във Великобритания, през година, а понякога и през две, от грудката израства стъбло, което цъфти. Опрашването се извършва от пеперуди от семейства Pyralidae и Pterophoridae, вероятно привлечени от сладката миризма на растението. crepuscular pyralid and pterophorid moths

## Разпространение
Белезникавият лъжесалеп вирее във влажни ливади с хвойна и клек. Разпространен е на териториите на Европа, Западен Сибир и Гренландия.
В България се среща на надморска височина от 1200 до 2700 метра в районите на Стара планина, Витоша, Славянка, западните погранични планини, Пирин, Рила и Родопи.

## Природозащитен статут
Видът не е защитен от Закона за биологичното разнообразие.